# Тауэр, Рудольф
Рудольф Тауэр (Rudolf Kurt Thauer; род. 5 октября 1939, Франкфурт) — немецкий биолог, специалист по биохимии анаэробных микроорганизмов.
Член Леопольдины (1984), иностранный член Американского философского общества (2018), доктор философии (1968), эмерит Max Planck Institute for Terrestrial Microbiology в Марбурге, перед чем в 1991—2007 гг. его директор-основатель, в 1976—2005 гг. профессор Марбургского университета.

## Биография
Изучал медицину и биохимию в Университетах Франкфурта (1959—1961, Physikum с отличием), Тюбингена (1962—1966) и Фрайбурга (1966—1968, 1968—1971), и в 1968 году в последнем получил степень Dr. rer. nat. по биохимии summa cum laude — с диссертацией «Energy Metabolism of Clostridium kluyveri», там же, во Фрайбургском университете, в 1971 году хабилитировался по биохимии. В 1971 году кратковременно являлся постдоком у Harland G. Wood.
С 1972 года ассоциированный профессор биохимии Рурского университета в Бохуме (по 1976). С 1976 года полный профессор микробиологии Марбургского университета имени Филиппа (по 2005). В 1991 году директор-основатель Max Planck Institute for Terrestrial Microbiology в Марбурге (по 2007 год), в 2008—2014 гг. там же старший групп-лидер, с ноября 2014 года эмерит.
Приглашённый профессор Франкфуртского университета (1991), Стэнфорда (1999).
Член Европейской академии (1989) и Американской академии микробиологии (2012), с 2010 года состоит в European Academy of Microbiology.
Почётный член Association for General and Applied Microbiology (VAAM) с 2009 года.
Членкор Гёттингенской академии наук (1989) и Рейнско-Вестфальской академии наук (1991).
Под его началом получила докторскую степень Julia Vorholt (1997).
Опубликовал более 400 работ.
Женат с 1968 года, трое детей.

## Награды и отличия
- Otto-Warburg-Medaille[нем.], GBM (1984)
- Премия имени Дэнни Хайнемана (1986)
- Премия имени Лейбница (1987)
- Carus-Preis[нем.] (1993)
- Marjory Stephenson Prize[англ.] (1998)
- Carl-Friedrich-Gauß-Medaille[нем.] (2008)
- Verdienst-Medaille der Leopoldina[нем.] (2013)
- Lwoff Award[нем.] (2015)[6]

Почётный доктор ETH Zurich (2001), канадского Университета Уотерлу (2007), Фрайбургского университета (2007).
В 2000 году в его честь назван Methanobrevibacter thaueri.